# Tandemový paragliding

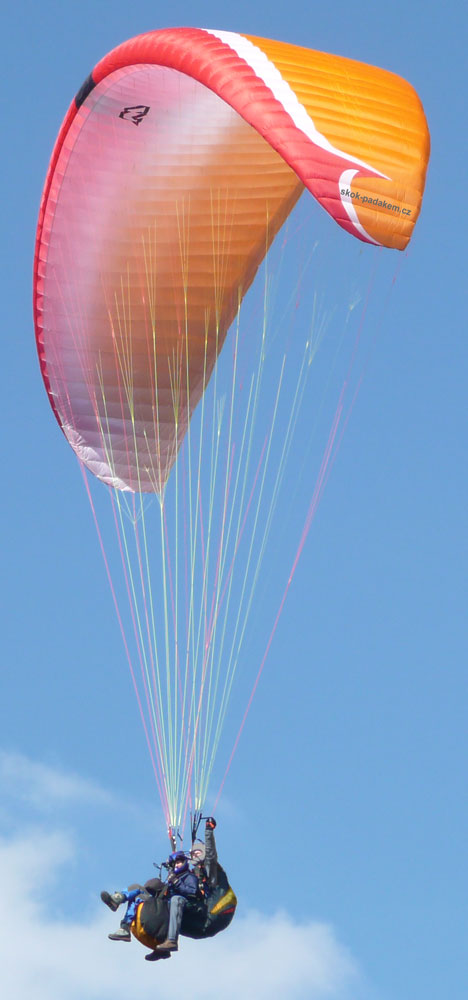
Tandemový paragliding

Tandemový paragliding umožňuje vyzkoušet si paragliding všem, kteří nechtějí létat samostatně, nebo jen chtějí zažít výjimečný zážitek, jakým let na paraglidingovém kluzáku bezpochyby je. Během letu tandemový pilot řídí, pasažér sedí ve vlastní sedačce před pilotem a užívá si volný let.

## Bezpečnost tandemového paraglidingu
Při tandemovém paraglidingu je bezpečnosti věnována velká pozornost. Jestliže pro "single" paragliding se nabízejí kluzáky od velice bezpečných, školních, až po výkonné závodní kluzáky s relativně malou stabilitou, tak pro tandemový paragliding se vyrábějí pouze kluzáky s vysokou stabilitou za všech okolností. I v případě, že by došlo ke kolapsu tandemového kluzáku při letu v nevhodných povětrnostních podmínkách, je tandemový kluzák schopen se velice rychle sám zregenerovat a pokračovat v letu. Tandemové kluzáky procházejí před uvedením na trh důkladnými bezpečnostními testy a jsou povinně každý rok kontrolovány výrobcem.
Tandemový kluzák s vysokou pasivní bezpečností je pouze jedna část bezpečného letu. Tou druhou jsou tandemoví piloti, kteří let provádějí. Pilot, který se chce stát tandemovým pilotem, musí být zkušeným, dlouholetým pilotem a složit teoretické i praktické zkoušky u inspektora paraglidingu. Musí předvést, že tandemový kluzák dokonale ovládá, dokáže bezpečně odstartovat i přistát a má všechny potřebné znalosti z meteorologie, aerodynamiky a leteckých předpisů. Až poté je mu vydána Licence tandemového pilota od Letecké amatérské asociace České republiky.

## Odlišnosti tandemového paraglidingu
Konstrukce tandemového kluzáku je prakticky stejná jako u "single" kluzáku, tandemový kluzák má ale přibližně 2x větší plochu, neboť musí nést váhu pilota i pasažéra. Tandemový kluzák nemá systém pro zrychlení letu jako "single" kluzák (tzv. speed systém), ale pro změnu rychlosti letu je vybaven tzv. trimy na popruzích, kterými pilot stahuje, nebo povoluje určité řady šňůr a tím mění geometrii kluzáku.
U "single" kluzáku se popruhy vedoucí od padáku připnou přímo do karabiny sedačky pilota. U tandemového kluzáku se popruhy připnou napřed k tzv. rozpěrce, která se poté jedním koncem připne do karabiny sedačky pilota a druhým koncem do karabiny sedačky pasažéra. Další funkcí rozpěrky je výškové vyvážení pilota a pasažéra.
Jestliže u "single" paraglidingu se nejčastěji používá "křížový start", tj. čelem k padáku, u tandemu se většinou používá čelní start, neboť křížový start je obtížněji proveditelný. Tandemový kluzák může startovat buď rozběhem z kopce, nebo ze země pomocí odvijáku či navijáku. Průběh letu a přistání je shodný se "single" paraglidingem.